# 2019.
◄ | 20. stoljeće | 21. stoljeće | 22. stoljeće | ►
◄ | 1980-ih | 1990-ih | 2000-ih | 2010-ih | 2020-ih | 2030-ih | 2040-ih | ►
◄◄ | ◄ | 2016. | 2017. | 2018. | 2019. | 2020. | 2021. | 2022. | ► | ►►
Arhitektura • Astronautika • Astronomija • Biologija • Film • Fotografija • Glazba • Kazalište • Kemija • Kiparstvo • Knjige • Književnost • Kršćanstvo • Meteorologija • Medicina • Planinarstvo • Politika • Pravo • Promet • Slikarstvo • Strip • Šport • Televizija • Znanost • Zrakoplovstvo • Željeznički promet
2019. (rim. MMXIX.), deveta je godina drugog desetljeća 21. stoljeća. Započela je i završila u utorak.
Opća skupština Ujedinjenih naroda proglasila ju je Godinom Periodnog sustava elemenata uz 150. obljetnicu Mendeljejeva objavljivanja iste.

## Događaji

### Siječanj
- 21. siječnja – U padu zrakoplova, koji je bio na putu iz Nantesa u Cardiff, poginuli su argentinski nogometaš Emiliano Sala i pilot zrakoplova Dave Ibbotson.
- 27. siječnja – U bombaškom napadu na katedralu u Jolu na jugu Filipina poginulo dvadeset, a ranjeno više od stotinu ljudi.

### Veljača
- Pastoralnim pohodom Ujedinjenim Arapskim Emiratima papa Franjo postao je prvi katolički poglavar koji je posjetio neku bliskoistočnu zemlju.

### Ožujak
- 15. ožujka – U terorističkom napadu na dvije džamije u Christchurchu ubijeno je 49 i ranjeno 48 muslimana, što predstavlja masovnu pucnjavu s najvećim brojem žrtava u povijesti Novog Zelanda.[1]

### Travanj
- 15. travnja – Katedrala Notre-Dame u Parizu pretrpjela je razarajući požar koji je uništio drveno krovište i samu unutrašnjost crkve.

### Svibanj
- 3. svibnja – Otvoren obnovljeni Franjevački muzej u Vukovaru.

### Lipanj
- 25. lipnja – Otvorenje prvi put u Hrvatskoj održana šahovska natjecanja Croatia Grand Chess Tour u Zagrebu, drugi turnir takve prestiži održan u Hrvatskoj, ali prvi u povijesti moderne Hrvatske.[2]

### Srpanj
- 24. srpnja – U napadu na vozilo HV-a u Afganistanu smrtno ranjen hrvatski vojnik Josip Briški, ostala dvojica vojnika lakše su ozlijeđena.
- 25. srpnja – Prvi komercijalni let u stratosferu u Hrvatskoj.[3]

### Kolovoz
- Papa Franjo prihvatio je odreknuće mons. Josipa Mrzljaka od službe varaždinskoga biskupa zbog navršene kanonske dobi. Nasljednikom je imenovan mons. Bože Radoš.

### Listopad
- 9. listopada – Napad na sinagogu u Halleu

### Studeni
- 29. studenoga – Ministarstvo kulture Republike Hrvatske donijelo je Rješenje kojim su hrvatska narječja proglašena nematerijalnim hrvatskim zaštićenim kulturnim dobrom.[4]

### Prosinac
- 1. prosinca – Papa Franjo objavio apostolsko pismo Čudesan znak, o značenju i važnosti jaslica.
- 8. prosinca – Otvaranjem Svetih vrata u Bazilici Svete kuće u Loretu započela jubilejska Loretska (Lauretanska) godina.[5]
- 11. prosinca – Objavljeni su službeni ishodi referenduma o neovisnosti Bougainvillea od Papuanske Nove Gvineje, koji je održan od 23. studenoga do 7. prosinca. Velika većina birača, njih 98,31 %, glasovalo je za punu neovisnost Bougainvillea.[6][7]

## Smrti

### Siječanj
- 1. siječnja
  - Franjo Emanuel Hoško, hrvatski franjevac i katolički svećenik (* 1940.)
  - Ivo Gregurević, hrvatski glumac (* 1952.)
- 2. siječnja
  - Bob Einstein, američki glumac (* 1942.)
  - Gene Okerlund, američki hrvački spiker (* 1942.)
  - Marko Nikolić, srpski glumac (* 1946.)
- 4. siječnja – Dora Manchado, posljednja govornica jezika tehuelche[8][9]
- 5. siječnja – Dragoslav Šekularac, srpski i jugoslavenski nogometaš, legenda Crvene zvezde (* 1937.)
- 9. siječnja – Milan Pančevski, posljednji glavni tajnik Saveza komunista Jugoslavije (* 1935.)[10]
- 10. siječnja – Theo Adam, njemački operni pjevač (* 1926.)
- 13. siječnja – Phil Masinga, južnoafrički nogometaš (* 1969.)
- 21. siječnja – Emiliano Sala, argentinski nogometaš, poginuo u zrakoplovnoj nesreći (* 1990.)
- 25. siječnja – Dušan Makavejev, srpski filmski redatelj (* 1932.)
- 27. siječnja – Robert Budak, hrvatski glumac (* 1992.)
- 30. siječnja – Dick Miller, američki glumac (* 1928.)

### Veljača
- 1. veljače – Clive Swift, američki glumac (* 1936.)
- 2. veljače – Luka Vuco , hrvatski pjevač (* 1948.)
- 4. veljače – Matti Ensio Nykänen, finski skakač na skijama, četverostruki olimpijski pobjednik (* 1963.)
- 7. veljače
  - Albert Finney, britanski filmski glumac (* 1936.)
  - Anđa Perić, hrvatska stogodišnjakinja, najstarija živuća osoba u Hrvatskoj (* 1910.)
- 10. veljače
  - Carmen Argenziano, američki glumac (* 1943.)
  - Nikica Vukašin, istaknuti hrvatski sportski novinar (* 1943.)
  - Maximilian Reinelt, njemački veslač, osvajač zlatne medalje na OI 2012. (* 1988.)
- 12. veljače – Gordon Banks, engleski nogometni vratar (* 1937.)
- 15. veljače – Bruno Ganz, švicarski glumac (* 1941.)
- 17. veljače – Šaban Šaulić, srpski pjevač narodne glazbe (* 1951.)
- 19. veljače
  - Karl Lagerfeld, njemački modni dizajner (* 1933.)
  - Marko Samardžija, hrvatski jezikoslovac, kroatist, sveučilišni profesor i akademik (* 1947.)
- 21. veljače
  - Stanley Donen, američki redatelj i koreograf (* 1924.)
  - Peter Tork, američki glazbenik, jedan od članova pop grupe The Monkees (* 1942.)
- 23. veljače – Marijan Bradvić, hrvatski nogometaš (* 1948.)
- 28. veljače – Josip Silić, hrvatski jezikoslovac, kroatist i teoretičar jezika (* 1934.)

### Ožujak
- 3. ožujka – Milan Linzer, hrvatski političar i športski dužnosnik iz Austrije (* 1937.)
- 4. ožujka
  - Klaus Kinkel, njemački odvjetnik i političar (* 1936.)
  - Luke Perry, američki glumac (* 1966.)
  - Keith Flint, američki glazbenik (* 1969.)
- 9. ožujka – Andrej Barbieri, slavni hrvatski chef (* 1969.)
- 12. ožujka – Dubravko Vorih, hrvatski basist (* 1961.)
- 17. ožujka – Suzana Barilar, hrvatska novinarka i kolumnistica Jutarnjeg lista (* 1972.)
- 22. ožujka – Predrag Petrović, hrvatski glumac (* 1955.)

### Travanj
- 3. travnja – Josip Zovko, televizijski glumac (* 1970.)
- 14. travnja – Milivoj Boranić, hrvatski veslački trener (* 1928.)
- 16. travnja – Bazilije Pandžić, hrvatski povjesničar i arhivist (* 1918.)
- 19. travnja – Zora Dirnbach, hrvatska scenaristica i spisateljica (* 1929.)
- 20. travnja – Dalibor Matošević, hrvatski gitarist, član Massimova pratećeg benda (* 1973.)
- 24. travnja – Zoran Maroević, srpski košarkaš hrvatskog podrijetla (* 1942.)
- 25. travnja
  - Josip Ćuk, hrvatski športski strijelac (* 1936.)
  - John Havlicek, američki košarkaš češko-hrvatskog podrijetla (* 1940.)
- 29. travnja – Štefica Krištof, hrvatska kuglačica (* 1936.)

### Svibanj
- 20. svibnja – Niki Lauda, austrijski vozač Formule 1 (* 1949.)
- 23. svibnja – Zlatko Škorić, hrvatski nogometni vratar (* 1941.)
- 25. svibnja – Miroslav Aksentijević, hrvatski odbojkaški trener (* 1973.)
- 28. svibnja – Antun Cvek, hrvatski svećenik (* 1934.)
- 30. svibnja – Ante Sirković, hrvatski nogometni vratar (* 1944.)
- 31. svibnja – Đelo Jusić, hrvatski skladatelj (* 1939.)

### Lipanj
- 1. lipnja – Antun Lisec, hrvatski liječnik i pro-life aktivist (* 1957.)
- 1. lipnja – José Antonio Reyes, španjolski nogometaš (* 1983.)
- 3. lipnja – Jurica Jerković, hrvatski nogometaš (* 1950.)
- 4. lipnja – Lennart Johansson, nekadašnji predsjednik UEFA-e, utemeljitelj Lige prvaka (* 1929.)
- 13. lipnja – Edith González, meksička glumica i plesačica (* 1964.)
- 28. lipnja – Borislav Džaković, srpski košarkaški trener (* 1947.)
- 30. lipnja – Momir Bulatović, crnogorski političar (* 1956.)

### Srpanj
- 4. srpnja – Dorica Nikolić, hrvatska političarka (* 1948.)
- 5. srpnja – Josip Braovac, hrvatski glumac (* 1987.)
- 6. srpnja – Cameron Boyce, američki glumac (* 1999.)
- 8. srpnja – Maja Perfiljeva, hrvatska pjesnikinja (* 1941.)
- 30. srpnja – Ivo Lipanović, veslač i najstariji hrvatski olimpijac (* 1928.)

### Kolovoz
- 10. kolovoza – Radoslav Katičić, hrvatski jezikoslovac (* 1930.)
- 14. kolovoza – Ivo Malec, hrvatski skladatelj (* 1925.)
- 16. kolovoza – Peter Fonda, američki glumac (* 1940.)
- 18. kolovoza – Denis Kuljiš, hrvatski novinar, urednik i publicist (* 1951.)
- 23. kolovoza – Rade Vešović, crnogorski nogometaš (* 1961.)

### Rujan
- 6. rujna – Robert Mugabe, zimbabveanski državnik (* 1924.)[11]
- 18. rujna – Fernando Ricksen, nizozemski nogometaš (* 1976.)

### Listopad
- 6. listopada – Ginger Baker, engleski bubnjar i skladatelj (* 1939.)
- 26. listopada – Ante Matošić, hrvatski vaterpolist (* 1940.)

### Studeni
- 9. studenog – Matija Vukšić, hrvatski redatelj (* 1982.)
- 12. studenog
  - Martin Sagner, hrvatski glumac (* 1932.)
  - Mani Gotovac, hrvatska kritičarka, dramaturginja, teatrologinja i spisateljica (* 1939.)
- 14. studenog – Branko Lustig, hrvatski producent i glumac (* 1932.)

### Prosinac
- 1. prosinca – Shelley Morrison, američka glumica (* 1936.)
- 1. prosinca – Jack Burns, američki glumac i plesač (* 2004.)
- 6. prosinca – Stoyanka Mutafova, bugarska glumica (* 1922.)
- 6. prosinca – Ron Leibman, američki glumac (* 1937.)
- 8. prosinca – René Auberjonois, američki glumac (* 1940.)
- 9. prosinca – Marie Fredriksson, švedska pjevačica (* 1958.)
- 12. prosinca – Željko Rohatinski, hrvatski ekonomist (* 1951.)
- 12. prosinca – Danny Aiello, američki glumac (* 1933.)
- 14. prosinca – Anna Karina, danska glumica (* 1940.)
- 24. prosinca – Andrew Dunbar, glumac
- 25. prosinca – Aleksandar Bogdanović, hrvatski glumac (* 1974.)
- 26. prosinca – Sue Lyon, američka glumica (* 1946.)
- 29. prosinca – Neil Innes, pisac (* 1944.)

## Obljetnice i godišnjice
- Četiristogodišnjica smrti Lovre Brindiškoga
- Tristogodišnjica smrti Petra Kanavelića
- Dvjestogodišnjica rođenja Vatroslava Lisinskog
- Stogodišnjica rođenja Luke Brajnovića,[12] Ćirila Kosa i Franje Kuharića

## U popularnoj kulturi
- Radnja filma Istrebljivač (eng. Blade Runner) iz 1982. odvija se u Los Angelesu 2019.
- Radnja filma Trkač (eng. The Running Man) iz 1987. odvija se u Los Angelesu 2019.
- Radnja Danger Days-a (My Chemical Romance) iz 2010. odvija se u Kaliforniji u 2019.

## Vanjske poveznice
|  | Zajednički poslužitelj ima još gradiva o temi 2019. |